# Chasmanthe floribunda
Chasmanthe floribunda és una espècie herbàcia i perenne de la família de les Iridàcies. Se l'utilitza com a planta ornamental a diverses parts del món.
És una herba perenne, de fullatge decidu, bulbosa i ornamental, nativa de Sud-àfrica de la mateixa manera que les restants espècies de Chasmanthe. És una espècie que aconsegueix una gran grandària, de fins a 1,2 m d'alçada, amb fulles ensiformes de 30 a 60 cm de longitud i de 3 a 5 cm d'ample i flors tubulars de color vermell-ataronjat en una espiga erecta. Vegeta a l'hivern, floreix a la primavera i roman en repòs durant l'estiu.
Per al seu cultiu necessita un sòl molt ben drenat i un lloc a ple Sol. Es propaga fàcilment pels bulbs que creixen al voltant del corm original. També es multiplica per llavors.

## Galeria

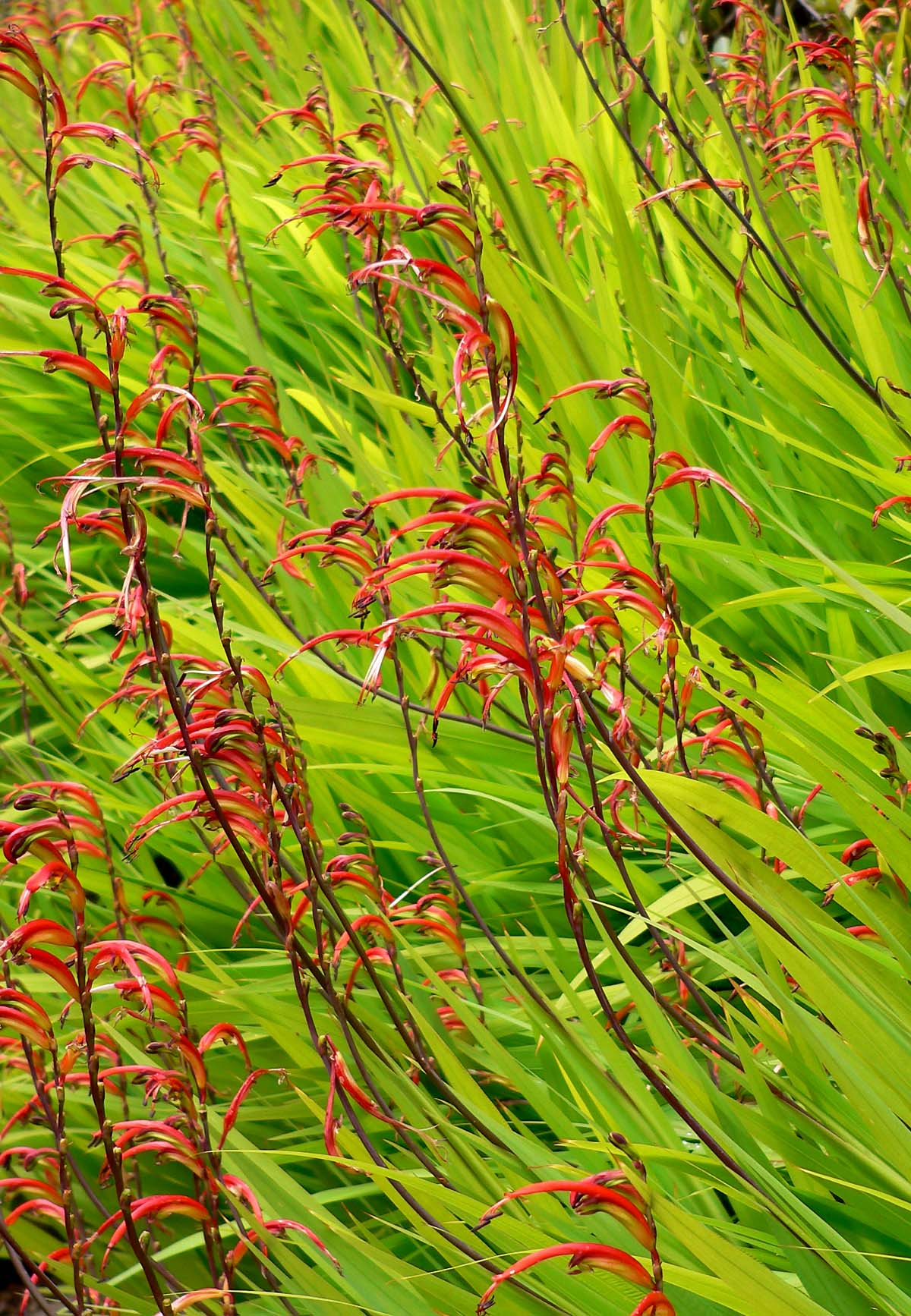
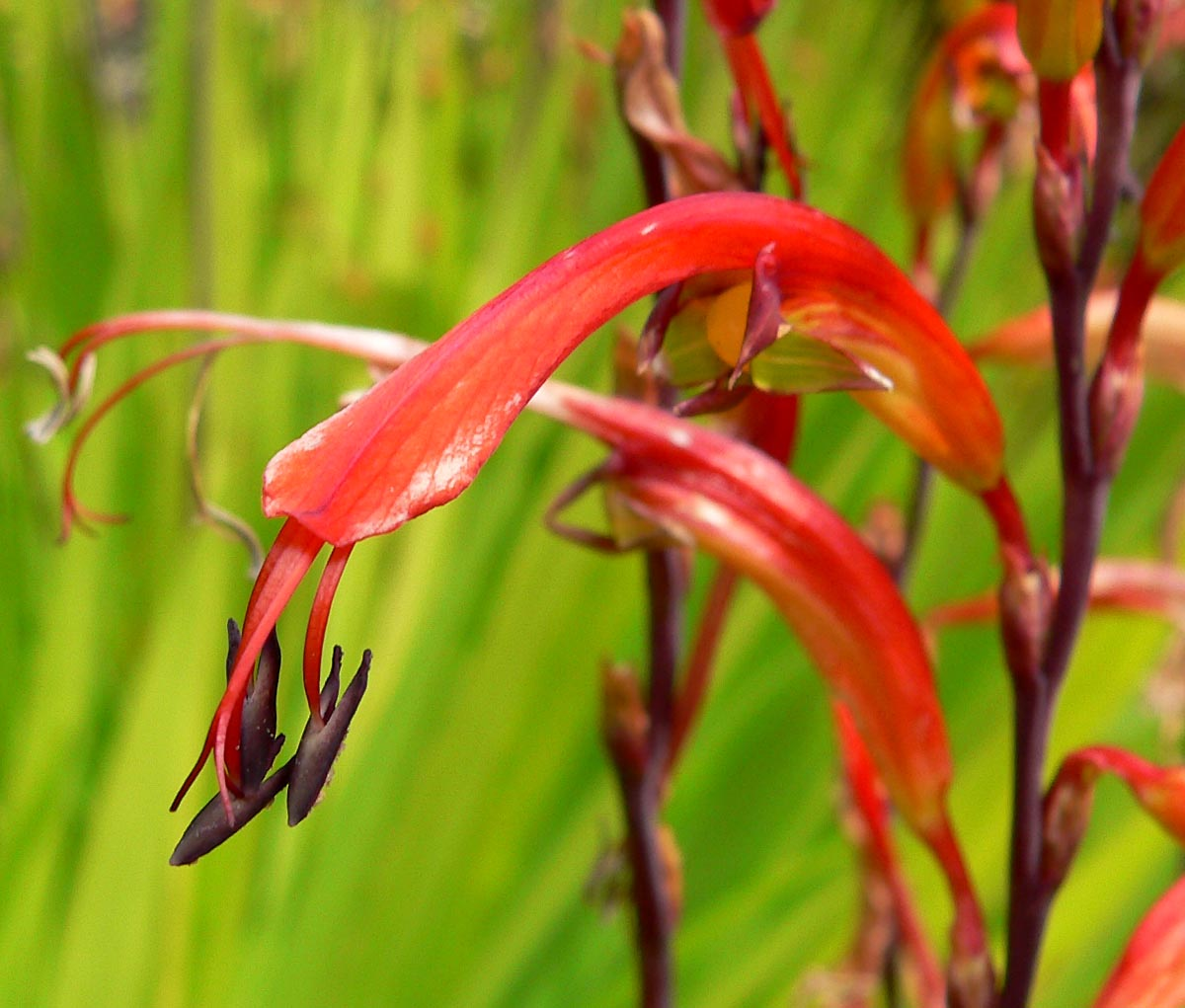
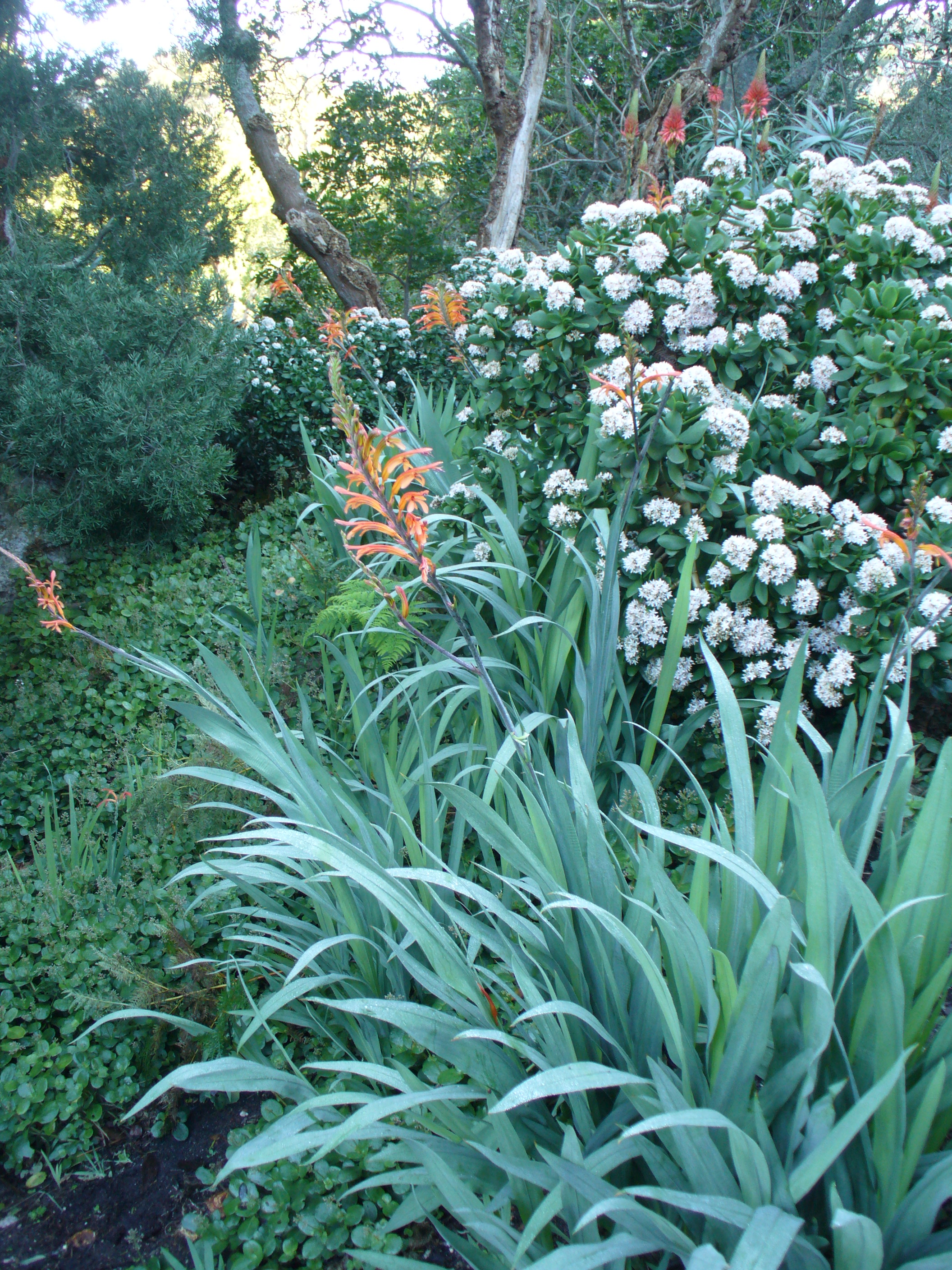
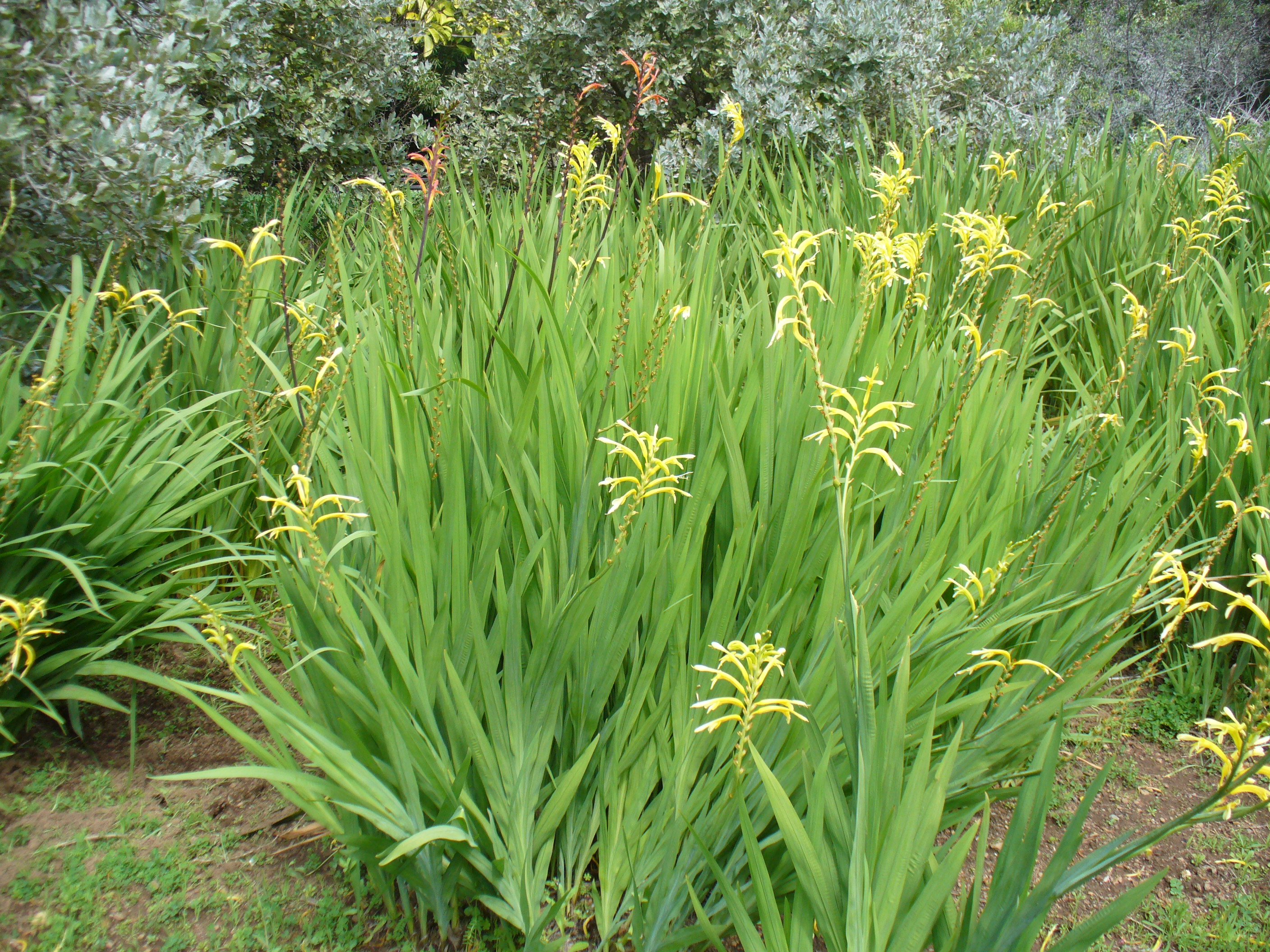
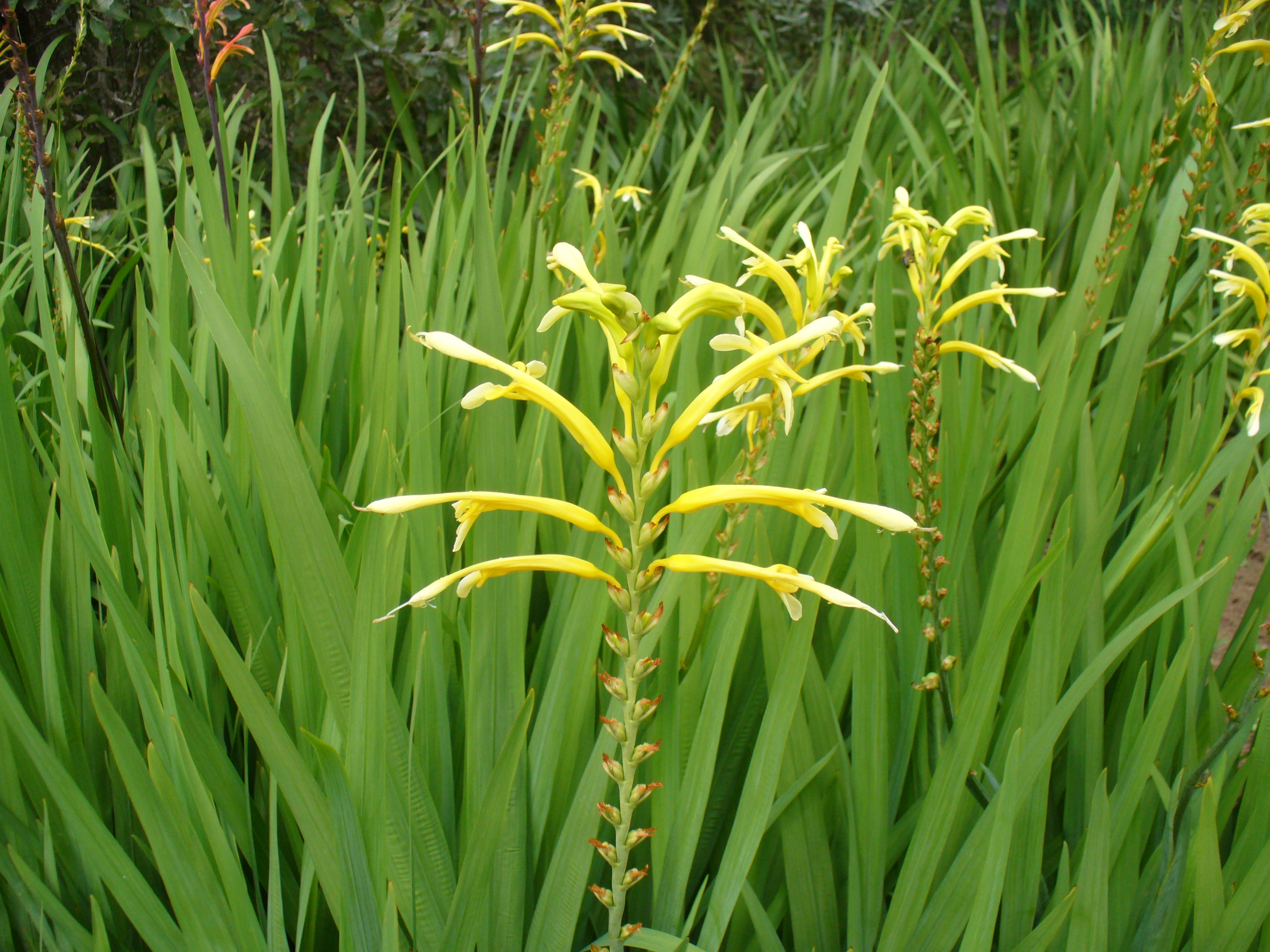